# Karelske næs
Det karelske næs (russisk Карельский перешеек, finsk Karjalankannas, svensk Gränskarelen og Karelska näset) betegner landområdet mellem Ladogasøen og Finske Bugt. Vigtigste by er Vyborg, som ligger længst inde i den Finske bugt, nord for selve næsset. Området tilhører nu Rusland som arv efter Sovjetunionen. På sydsiden ligger Sankt Petersborg, som dog ikke regnes med til næsset.
Under Storfyrstendømmet Finlands tid og fra Finlands selvstændighed i 1917 og frem til 2. verdenskrig udgjorde Vyborg og det meste af det karelske næs en del af Finland, men Finland blev tvunget til at afstå området ved fredsforhandlingerne med Sovjetunionen efter Vinterkrigen og Fortsættelseskrigen. En stor del af den finske befolkning evakueredes til Finland.
Det karelske næs udgør i dag en del af Leningrad oblast og de to rajoner Kexholm (Priozersk) og Vyborg. Førstnævnte har 63.157 indbyggere og et areal på 3.597,5 km2, mens sidstnævnte har 205.718 indbyggere (heraf 80.896 i byen Vyborg) og et areal på 7.431,2 km2 (i 2013).

## Terræn
Landtangens terræn har været stærk påvirket af Weichsel-istiden. Det højeste punkt ligger på Lembolovo højderne moræne på omkring 205 m over havet. Der er ingen bjerge på landtangen, men stejle bakker forekomme i nogle steder.
Vuoksi er den største flod. Den løber mod sydøst fra søen Saimaa Finland til Ladoga-søen og deler landtangen i to dele af uens størrelse. Saimaa kanalen åbnet i 1856 forbinder søen Saimaa med Vyborg-bugten.

## Geologi
Geologisk ligger det karelske næs på den sydlige grænse af det Baltiske Skjolds krystallinske grundfjeld. Under den sidste del af Weichsel-istiden begyndte afsmeltningen i de centrale dele af tangen så tidligt som 12.000 f.Kr., hvor det dannede bunden af en stor sø opdæmmet af den omgivende indlandsis. Under den videre afsmeltning på tidspunktet for den Baltiske issø skete en tidlig vandstigning i Østersøen, da isen trak sig tilbage til Salpausselkä, forblev de højereliggende områder af næsset en stor ø, og mange søer opstod i bjergegne. Før 10.650 f.Kr. var landet præget af barske arktiske forhold med permafrost og sparsom vegetation. Steppe-tundra komplekser udviklede sig efter denne punkt. Omkring 9.000 f.Kr. begyndte klimaet at blive varmere og blev fugtigere, og de første fyrre- og birkeskove opstod.
Omkring 7.000 f.Kr. dannedes Ancylus-søen, Østersøens anden fase, hvor vandstanden faldt som følge af en landhævning betinget af faldende tryk fra den afsmeltede is, og mange lavtliggende søer blev isolerede i lavninger dannet tidligere ved iskold exaration og fluvioglacial aktivitet. Ladoga blev adskilt fra havet. På grund af landhævningen begyndte Vuoksi omkring 5.000 f.Kr. at starte afstrømningen fra søen Saimaa til Ladoga-søen som et nyt afløb. Ladoga-søen flød over og oversvømmede lavtliggende søer og Vuoksi og fik forbindelse med havet ved Heinjoki (nu Veshchevo) øst for nutidens Vyborg.
Omkring 3.100-2.400 f.Kr. opstod floden Neva som afløb fra Ladoga ud i Østersøen. Ladogas vandstand sank gradvist 15–18 m til sin nutidige vandstand på 4–5 m over havets overflade, og lavlandets søer blev isolerede igen. Men Vuoksi havde fortsat en betydelig direkte udstrømning ud i Vyborg-bugten, muligvis så sent som i det 12. århundrede e.Kr. Forbindelsen forsvandt som følge af den igangværende landhævning i det 2. årtusinde e.Kr.
I 1818 blev en kanal, som blev gravet for at dræne forårets vandmasser fra søen Suvanto (nu Sukhodolskoye, en 40-mil lang, smal sø i den østlige del af tangen) ud Ladoga-søen uventet eroderet og forvandlet til Taipaleenjoki (nu Burnaja-floden). Taipaleenjoki startede med at dræne Suvanto og bevirkede en sænkning af vandstanden med 7 m. Oprindeligt havde vandet fra Suvanto strømmet ud i Vuoksi gennem en vandvej i Kiviniemi (nu Losevo), men som en følge af ændringen tørrede vandvejen ud. I 1857 blev kanalen gravet der, men strømmen løb i den modsatte retning, dannede strømhvirvler og gjorde sejlads på Kiviniemi umulig. Siden 1857 har Suvanto og Taipaleenjoki udgjort den sydlige gren af Vuoksi-floden, som har sænket niveauet for den oprindelige nordlige gren ned udløb i Ladoga nær Kexholm (nu Priozersk) med 4 m og isoleret det som et særskilt afvandingsområde.

## Jordbundsforhold
Jordbunden udgøres overvejende af podsol-jorder, som indeholder massive kampesten, især i den nordlige og nordvestlige del, hvor store granit-klippeskær forekommer.

## Plantevækst
Det karelske næs ligger inden for økoregionen af skandinavisk og russisk taiga. Geobotanisk ligger den ved skæringen mellem den centrale, østeuropæiske og nordeuropæiske planteprovins i den circumboreale region i holarktiske område.
Tangen er for det meste dækket af nåleskove dannet af skovfyr (Pinus sylvestris) og norsk gran (Picea) med mange søer (fx Sukhodolskoje og Glubokoje) samt små græsser, lavmoser og sphagnum højmoser. Skove dækker cirka 11.700 km2 af landtangen, mere end tre fjerdedele af det samlede areal. Sumpede områder indtager i gennemsnit 5,5 % af territoriet. I det store sammenhængende område langs bredden af Ladoga søen ind i Vsevolozhskij-distriktet i den sydøstlige del af landtangen forekommer moser langt hyppigere end i andre dele. Det samme var engang tilfældet for lavlandet langs floden Neva, som senere er blevet drænet..
Fyrreskove (med Pinus sylvestris) er den mest udbredte og besætte 51% af skovarealer på det karelske næs, efterfulgt af granskove (med Picea abies, 29 %) og birkeskove (med "Betula pendula" og "B. pubescens, over 16%). Steder af mere frugtbar jord og på gunstigere steder er lejlighedsvis domineret af norsk ahorn, sort el, grå el, almindelig asp, engelsk eg, grå pil, mørk-bladet pil, te-bladet pil, småbladet kalk eller europæisk hvid elm. Fælles vegetation af forskellige typer af pinjeskove omfatter Heather, revling, enebær, øret pil, tyttebær, vand padderok, bregner, græsser i bredere forstand: Aventura Ella flexuosa og Carex globularis, flere mosser: Pleurozium schreberi, Sphagnum angustifolium og S.russowii, og lav Cladonia-arter. Fremtrædende i forskellige granskove er træ-padderok, almindelig skovsyre, blåbær, tyttebær, græsserne Aventura Ella flexuosa, Calamagrostis arundinacea, Carex globularis, og mos Polytrichum kommune og sphagnum girgensohnii. Fremtrædende vegetation af forskellige birkeskove omfatter mjødurt, almindelig skovsyre, blåbær og græsserne Calamagrostis arundinacea og C. canescens.
1184 arter af vilde karplanter forekommer på landtangen.

## Dyreliv
Rød egern, elg, rød ræv, snehare og vildsvin (genindført) er typiske dyrearter i skovene.

## Klima
Klimaet på landtangen er moderat kontinentalt, med gennemsnitligt 650-800 mm nedbør om året, lange snerige vintre varende fra november til midten af april og temperaturer til tider ned til omkring -40 °C, moderat kølige somre og korte frostfri perioder. Sammenlignet med andre dele af Leningrad oblast er vinteren her normalt mildere på grund af modererende indflydelse fra Den Finske Bugt, men tillige længere varende.

## Byer
| Kamennogorsk (finsk: Antrea) Kuznechnoye (Kaarlahti) Lesogorsky (Jääski) Primorsk (Koivisto) Priozersk (Käkisalmi) Roshchino (Raivola) Sankt Petersborg (Pietari) Sertolovo (Sierattala) | Sestroretsk (Siestarjoki) Sovetsky (Johannes) Svetogorsk (Enso) Toksovo (Toksova) Vsevolozhsk (Seuloskoi) Vyborg (Viipuri) Vysotsk (Uuras) Zelenogorsk (Terijoki). |

## Transport
Den vestlige del af det karelske næs er en vigtig transportkorridor, som forbinder Skandinavien og Centralrusland. Primorsk er endestation i det baltiske gasforsyningsnet, lige som for nylig en af de mest effektive russiske havneselskabssammenslutninger også er beliggende her.

### Vejnet
Den eneste motorvej på landtangen er den nyligt afsluttede Europavej E18 (M10) gående fra Sankt Petersborg til Vyborg og Vaalimaa.

### Vandveje
Saimaa kanalen (åbnet i 1856) er et vigtigt forbindelsesled, der forbinder indre vandveje i Finland med den Finske Bugt.

### Jernbaner
Den karelske næs er betjent med en række jernbaner; togene ankommer fra Finlyandsky Rail Terminal og Ladozhsky Rail Terminal i Sankt Petersborg:
- Sankt Petersborg-Hiitola jernbanen
- Østlige del af Sankt Petersborg-Riihimäki jernbanen
- Sankt Petersborg - Sestroretsk - Beloostrov
- Sydlige del af Vyborg-Joensuu jernbanen
- Sankt Petersborg - Vsevolozhsk - Ladozhskoye Ozero
- Sankt Petersborg - Vsevolozhsk - Petrokrepost - Nevskaya Dubrovka
- Vyborg - Veschevo (tidligere også gennem Zhitkovo til Michurinskoye)
- Kamennogorsk - Svetogorsk - Imatra
- Zelenogorsk - Primorsk - Sovetsky - Vyborg

## Industri
Industrien for papirmasse og papir, træ og træbearbejdning er veludviklet i Vyborgskij og Priozerskij-distrikterne i form af JSC Svetogorsk (papirfabrik i Svetogorsk), Vyborgsky Papirmasse og Papirmølle i Vyborg, Priozerskij Møbler og Træindustrielle kompleks og Priozerskij Træbearbejdningsfabrik i Priozersk samt andre mindre virksomheder over hele landtangen. Papirmasse- og papirindustrien har haft en negativ indflydelse på miljøet. Forgængeren for Priozersk-virksomhederne, Priozerskij Papirmasse and Papirmølle, der skabte en større forurening i Ladoga-søen, blev anlagt i 1931 men lukket i 1986.
I de nordlige og vestlige dele af landtangen er der også en vigtig reserve af granit (stenbrud i Kuznechnoje, samt en række andre langs Vyborg-Hiitola jernbanen).
Vyborg Skibsværft er en af de største skibsværfter i det Nordvestlige Rusland.
Roskar Batteri Farm i Pervomajskoje er en førende levnedsmiddelproducent af kyllinger og æg.
I Vsevolozhskij rajon er den statsejede Morozov-fabrik beliggende, hvilken er en vigtig producent af maling, lim og andre kemiske forbindelser.
I Kuzmolovskij, Vsevolozhskij rajon i nærheden af stationen Kapitolovo ved Sankt Petersborg-Hiitola jernbanen ligger et anlæg under Sankt Petersborgs nukleare virksomhed IZOTOP, hvilket har specialiseret sig i transport af nukleare materialer og radioaktivt affald. Moser i Vsevolozhskij rajon langs bredden af Ladoga og floden Neva var store kilder for produktion af tørv til brændstof. Nu er udvindes det i mindre mængder, for det meste til landbrugsformål. Bydelen er også en vigtig leverandør af sand. En afdeling af Ford Motor Company, der producerer Ford Focus-biler, blev åbnet i Vsevolozhsk i 2002.

## Forsvar
Det karelske næs spiller en betydelig rolle i Ruslands forsvar.
Den karelske næs indgår i Leningrad Militære Distrikt for de væbnede styrker i Den Russiske Føderation. Landtangen rummer militære flyvepladser i Levasjovo, Pribylovo og Gromovo. En række tidligere lufthavne i Veshchevo og Kasimovo (Vartemyagi) er blevet opgivet. I den nordlige del af Vsevolozhskij rajon ved den sydlige del af den gamle finske grænse ligger Karelske befæstede region (KaUR), et 60 km bredt bælte bestående af oprindeligt sovjetiske defensive befæstninger nord for Leningrad (nu Sankt Petersborg) etablerede i 1928-1932, 1938-1939, 1941-1944 og 1950-1965, og som blev rekonstrueret så sent som i 1960'erne, men nu synes at være opgivet. Der findes Bobochinsky tanks skyderækkevidde (195,975 km2, der blev etableret i 1913) mellem Kamenka og Kirillovskoje og en række militære anlæg i Vsevolozhskij rajon i lavlandet mellem Ladoga og Sankt Petersborg-Hiitola jernbanen, herunder Rzhevsky artilleri rækkevidde (grundlagt i 1879), et enormt område på 740 km2, omkranset af livets vej, vejene Rzhevka-Novoye Devyatkino og Novoye Devyatkino-Matoksa og kysten af Ladoga-søen (tilgængelig for besøgende siden 2003). I 2006 blev en Voronezh tidlig advarsel radar bygget i Lekhtusi, Vsevolozhskij rajon. Havnen i Vysotsk er en base for Østersøflåden. 138. værns motoriserede riffelbrigade ligger i Kamenka, og det 56. Distrikts træningscenter i Sertolovo.

## Historie

### Omstridt grænseland
Det karelske næs var tidligt et omtvistet bytte for Sverige og Rusland. Fristaten Novgorod regnede næsset blandt sine besiddelser, og det var først i 1293, at den sydvestlige del af Karelen ved Torgils Knutsson lagdes under Sverige. Ved Nöteborg-traktaten 1323 blev området vest for en grænselinje trukket fra Systerbäck til Saijokis udmunding i Vuoksen og derfra til det sydlige Saimaa afstået til Sverige. Vyborg blev hovedstad i det svenske område. Men størstedelen af Karelen forblev russisk, og dets befolkning antog efterhånden almindeligvis den græsk-katolske tro. Hovedcentre for det græsk-katolske missionsarbejde blev klostrene Valamo, som angives at være grundlagt år 992, og Konevits, anlagt år 1393, begge i Ladoga. Kexholm, hvor der allerede i hedensk tid kan have været befæstninger, var såvel i militær som i administrativ henseende centeret. I egnen omkring Ladoga var en mere talrig befolkning bofast, mens derimod det nordlige Karelen var næsten fuldstændigt øde og kun blev besøgt i forbindelse med jagt og fiskeri eller tilfældigt svedjebrug. Under de følgende århundreder var Karelen skueplads for vilde grænsestridigheder mellem Sverige og Rusland. Der rasede den så kaldte store russiske krig (1495–97), efter hvis afslutning, med rimkrønikens udtryk, i Karelen og Savolax hverken fandtes hund, hane eller ko. Af mindre betydning var Gustaf Vasas toårige krig med Rusland 1555–57, men derimod blev den krig, som udbrød i begyndelsen af Johan 3.s regering, 1570, skæbnesvanger for Karelen, som blev hjemsøgt af uafbrudte plyndringstog. Ved freden i Teusina 1595 fastlagdes med traktaten af 1323 som grundlag grænsen mellem de to lande nærmere.

### Under svensk herredømme
Under Gustaf 2. Adolfs russiske krig erobredes Kexholm i 1611 af Jakob de la Gardie og Arvid Vildeman, og ved freden i Stolbova 1617 tilfaldt hele det russiske område Sverige. Det for Sverige nyvundne område blev under navn af Kexholms län stillet under ledelse af statholderen i Kexholm, senere under generalguvernøren i Narva. Det ansås endnu at ligge uden for Finlands område, hvorfor dets indbyggere i almindelighed ikke havde ret til repræsentation ved de svenske riksdage. Den svenske styrelse behandlede ikke den nyerhvervede provins med den forsigtighed og varsomhed, som havde været fornøden. Den halvvejs militære forvaltning, den slappe retshåndhævelse og embedsmændenes tøjlesløse udpresninger bevirkede uundgåeligt indbyggernes modvilje. Ikke mindre vanskeligheder bevirkede de religiøse forhold. Regeringens forsøg på at omvende befolkningen til lutheranismen strandede, hvorfor den så kaldte "gamle" tro fortsat var fremherskende helt frem til, at de gamle indbyggere ved Karl 10.s russisk krig 1656–58 blev tvunget til at udvandre og erstattedes med lutheranske nybyggere fra det vestlige Finland. Der efter fandtes græske trosbekendere kun i de østligste sogne. Under Dronning Kristinas regering blev området forlenet til mægtige adelsmænd, hvis forleninger først ved Karl 11.s reduktion gik tilbage til den svenske krone. Ved store nordiske krig (1700–21) indtrådte en ny omkastning i områdets forhold, idet størstedelen af det sydvestlige Karelen med det karelske næs med byerne Vyborg, Kexholm og Sordavala ved freden i Nystad 1721 blev afståede til Rusland, mens det nordlige Karelen forblev svensk besiddelse. Den til Rusland afståede del, som blev udvidet ved freden i Åbo 1743, benævntes "Gamle Finland".

### Under Rusland
Ved amalgamering af svenske og russiske love og institutioner, befolkningens opblanding med russiske elementer og bortforlening af en stor del af jorden til russere fik forholdene der et delvist russisk præg, hvorunder en nedgang i materiel og åndelig henseende var mærkbar. Det tyndt beboede og lidet opdyrkede nordlige Karelen udgjorde efter freden i Nystad en del af Kymmenegårds län, hvis landshövding først residerede i Fredrikshamn, men efter 1743 i Lovisa. Ved länsreguleringen i 1775 udskildtes svensk Karelen og det nordlige Savolax fra Kymmenegårds län og fik en egen landshövding bosat i Kuopio. "Gamle Finland" genforenedes først to år efter freden i Fredrikshamn ved manifest af den 11. (23.) december 1811 med det øvrige Finland.

### I Storfyrstendømmet Finland
På grund af sin størrelse, gunstige klima, rige fiskemuligheder og nærhed til Sankt Petersborg, den gang hovedstaden i det russiske imperium blev Det karelske næs den rigeste del af Finland, ikke mindst da den industrielle revolution tog fart i det 19. århundrede. Jernbanerne Sankt Petersborg-Vyborg-Riihimäki (1870), Vyborg Hiitola-Sortavala (1893), Sankt Petersborg-Kexholm-Hiitola (1917) krydsede landtangen og bidrog til dens økonomiske udvikling. Ved udgangen af det 19. århundrede havde de nærliggende områder mellem Sankt Petersborg og Vyborg udviklet sig til populære feriesteder for den velhavende del af Sankt Petersborgs indbyggere.

### Mellemkrigstiden
Da Finland erklærede sin uafhængighed i 1917, forblev landtangen (undtagen et område, der svarer nogenlunde til nutidens Vsevolozhsky distrikt og nogle distrikter i Sankt Petersborg) finsk med centrum i Vyborg (Viipuri), den næststørste finske by. En betydelig del af det resterende område befolket af Ingrere løsrev sig fra det bolsjevistiske Rusland som den finsk støttede Nordingermanlandske Republik, men blev genforenet med Rusland ultimo 1920 i henhold til betingelserne i fredstraktaten i Tartu. I 1928-1939 udgjorde de dele af landtangen, som tilhørte Rusland, Kuivaisi Nationale Distrikt med centrum i Toksova med Finsk som det officielle sprog i overensstemmelse med den daværende sovjetiske mindretalspolitik. Men i 1936 blev hele den finske befolkning i sognene Valkeasaari, Lempaala, vuole og Miikkulainen langs den finske grænse deporteret af den sovjetiske regering.

### 2. Verdenskrig
I mellemkrigstiden havde Finland ladet opføre en række defensive linjer på tværs af landtangen så som Mannerheimlinjen, VKT-linjen, VT-linjen Hovedlinjen (finsk) og KaUR (Sovjet), og under de sovjetisk-finske fjendtligheder i 2. Verdenskrig flyttede fronterne frem og tilbage over dem.
I november 1939 iscenesatte Sovjetunionen beskydningen af Mainila og invaderede Finland i, hvad der blev kendt som Vinterkrigen, som medførte et uforholdsmæssigt stort dødstal for Den Røde Hær. Først i februar 1940 formåede de sovjetiske styrker at trænge ind i over Mannerheimlinjen på tværs af landtangen, med en styrke, som ofte er overdrevet. Finland måtte afstå det karelske næs og Ladoga-Karelen til Sovjetunionen ved Freden i Moskva 1940 i henhold til protokol som bilag til fredstraktaten i Moskva af 12. marts. Kampene blev sluttede ved middagstid (Leningrad tid), den 13. marts, og den 26. marts var de finske tropper trukket tilbage fra de afståede områder. Hele den karelske befolkning i de overdragne områder omfattende omkring 422.000 mennesker blev evakueret til andre dele af Finland. Den 31. marts blev de fleste af de overdragne områder lagt under fælles administration i Karelo-finske SSR ved en afgørelse truffet af det Øverste Råd for Sovjetunionen (i Karelske næs distrikterne Jääski, Käkisalmi og Vyborg). Distrikterne Kanneljärvi, Koivisto og Răutu samt byen Terijoki kom dog under Leningrad oblast.
Da Tyskland i 1941 under 2. Verdenskrig invaderede Sovjetunionen i Operation Barbarossa besluttede Finland at genvinde det tabte samt at få Østkarelen under sin kontrol. Få dage senere indledtes Fortsættelsekrigen (som den er kendt som i Finland mens den regnes som en af fronterne under den Store Fædrelandskrig i Sovjetunionen og senere Rusland). Finland genvandt ret hurtigt det oprindeligt afståede område og nåede den russiske side af grænsen fra 1939 og blev af russerne opfattet som indirekte bidragende til den Belejringen af Leningrad. Omkring 260.000 af de tidligere karelske evakuerede vendte hjem.
Den 9. juni 1944 åbnede stærke sovjetiske styrker Vyborg–Petrozavodsk-offensiven, og pressede fronten fra grænsen indtil 1939 til Vyborg på ti dage. De tilbagevendte karelere måtte evakueres igen til Finland. I Slaget ved Tali-Ihantala den 25. juni - 9. juli koncentrerede Sovjetunionen sin militære styrke og bragte offensiven til en stilling ved floden Vuoksi i den nordvestligste del af landtangen med det nærmeste punkt kun 40 kilometer fra grænsen fra 1940, og da krigen sluttede, blev Våbenhvilen i Moskva underskrevet den 19. september 1944 hvorved hele landtangen blev sovjetisk, selv om størstedelen af den aldrig var blevet erobret af russerne under kampene. Denne gang blev de overdragne områder på det karelske næs (herunder distrikterne Jääski, Kexholm og Vyborg) indlemmede i Leningrad oblast (i modsætning til Ladoga-Karelen, som forblev i karelo-finske SSR). Grænsen fra Freden i Moskva 1940 blev anerkendt af Finland igen ved Freden i Paris 1947.

### Efter 2. verdenskrig
Som et resultat af krigen er befolkningen på det karelske næs næsten helt udskiftet. Efter krigen blev landtangen medtaget i Leningrad oblast, og folk fra andre dele af Sovjetunionen, hovedsagelig russere, blev bosatte her. Langt størstedelen af de gamle finske stednavne i de erobrede områder blev omdøbte til nyopfundne russiske navne af regeringen omkring 1948. De finske stednavne i de områder, der omfattede Karelo-Finske SSR og den sydlige del af landtangen forblev (omend assimilerede) overvejende uforandrede. En lang række af sovjetisk ungpionerlejre blev byggede over hele landtangen i den sovjetiske tid. Nogle af dem eksisterer endnu.

## Nævneværdige personer fra Det karelske næs
- Martti Ahtisaari, finsk præsident
- Georg Elfvengren, finsk militærleder
- Gustav Hägglund, finsk militærleder
- Max Jakobson, finsk diplomat
- Gustaf Komppa, finsk kemiker
- Juho Niukkanen, finsk politiker
- Karl Lennart Oesch, finsk militærleder
- Larin Paraske, finsk digter
- Edith Södergran, svensktalende finsk digter.
- Lauri Torni, født i Vyborg, Torni var en soldat og modtager af Mannerheimkorset under Fortsættelsekrigen, tjente senere i de tyske og amerikanske hære.
- Uno Ullberg, finsk arkitekt
- Johannes Virolainen, finsk politiker
- Artturi Ilmari Virtanen, finsk kemiker, modtager af Nobelprisen i kemi i 1945